# La Rambla de Martín
La Rambla de Martín es una localidad española del municipio de Martín del Río, perteneciente a la provincia de Teruel, en la comunidad autónoma de Aragón. En el año 1999 tenía 4 habitantes, llegando a quedar posteriormente despoblado. En la actualidad vuelve a tener población.

## Geografía
Se encuentra al norte de la cantera de las Umbrías y al sur de La Muela, junto al río de la Rambla aguas hacia de Cuevas de Portalrubio.

## Historia
En la Edad Media fue parte de la Sexma del Río Martín en la comunidad de aldeas de Teruel. Así aparece documentación en los archivos de la comunidad sobre la participación de la localidad y sus representantes en sus instituciones.
En los fogajes de 1542 y 1547 la localidad consta con cuatro fuegos. Sigue apareciendo en la documentación de la comunidad de aldeas, como por ejemplo enviando un representante en nombre de la localidad a un evento funerario en honor de Juana la Loca en 1555.
En los siglos siguientes siguió la evolución de la comunidad de Teruel, que fue subsecuentemente vereda e intendencia con los cambios administrativos en España, pero cuya subdivisión interna se mantuvo, con La Rambla en la misma sesma del río Martín.
Con la construcción del estado liberal en España en el siglo XIX, se abandonó la tradicional división en aldeas y el territorio pasó a ser dividido en municipios. La Rambla fue la sede de un ayuntamiento propio, conservándose aún el edificio. El Diccionario geográfico-estadístico-histórico de España y sus posesiones de Ultramar de Pascual Madoz da una descripción de la localidad en el periodo:

RAMBLA (LA): L. con ayunt. en la prov. de Teruel (9 1/2 leg.), part. jud. de Segura (2 1/2) aud. terr. y dióc. de Zaragoza (18) y c.g. de Aragón. SIT. en una hondura cercada de alturas, aunque por la parte S. tiene un dilatado horizonte; el Clima es frío pero muy sano y no se conocen enfermedades especiales. Se compone de unas 25 casas; una escuela de instrucción primaria, concurrida por 12 niños; igl. parr. (San Pedro Mártir y la Asunciño ), servida por un ecónomo y un cementerio que en nada perjudica a la salud pública. Confina el térm. por el N. con el de Fuenferrada; E. Bibel y Martín; S. Las Parras, y O. Cuevas de Portal Rubio u Portalrubio, el térm es de poca estensión y se encuentra cercado por diferentes riachuelos de los que van a formar el r. Martín. El terreno es bastante áspero y árido; hay en él un monte carrascal muy productivo. Los caminos son de herradura y conducen a los pueblos limítrofes. El correo se recibe de Montalván. Prod.: trigo, cebada y avena; hay cría de ganado lanar y de pelo, y caza de conejos y perdices. Pobl. 20 vec., 80 alm., Riqueza imp.: 27.847 rs.
(Madoz, 1849, p. 367)

Hasta la reforma de la nomenclatura municipal de 1916 el municipio se llamaba simplemente La Rambla. En dicha fecha su nombre fue modificado por el de La Rambla de Martín. El municipio de La Rambla de Martín desapareció en 1968, al ser agregado al de Martín del Río. La localidad vivió un periodo de auge con el desarrollo de la minería de carbón en la provincia de Teruel, llegando a superar el centenar de habitantes. En su entorno se excavaron dos minas de lignito negro a cielo abierto, Salomé y Carmencita, promovidas por el empresario turolense Plácido Úbeda.
La poca producción de las minas llevó a su cierre una década después, no siendo rehabilitados los emplazamientos de las minas. La pérdida de la principal fuente de empleo, sumada a la emigración rural supuso un golpe demográfico para la localidad.

## Demografía
| Gráfica de evolución demográfica de La Rambla de Martín entre 1842 y 1960 |
| |
| Población de derecho según los censos de población del INE Población de hecho según los censos de población del INEEn estos censos se denominaba La Rambla: 1842, 1857, 1860, 1877, 1887, 1897, 1900 y 1910 Entre el censo de 1970 y el anterior, este municipio desaparece porque se integra en el municipio 44144 (Martín del Río) |